# Sa Sínia

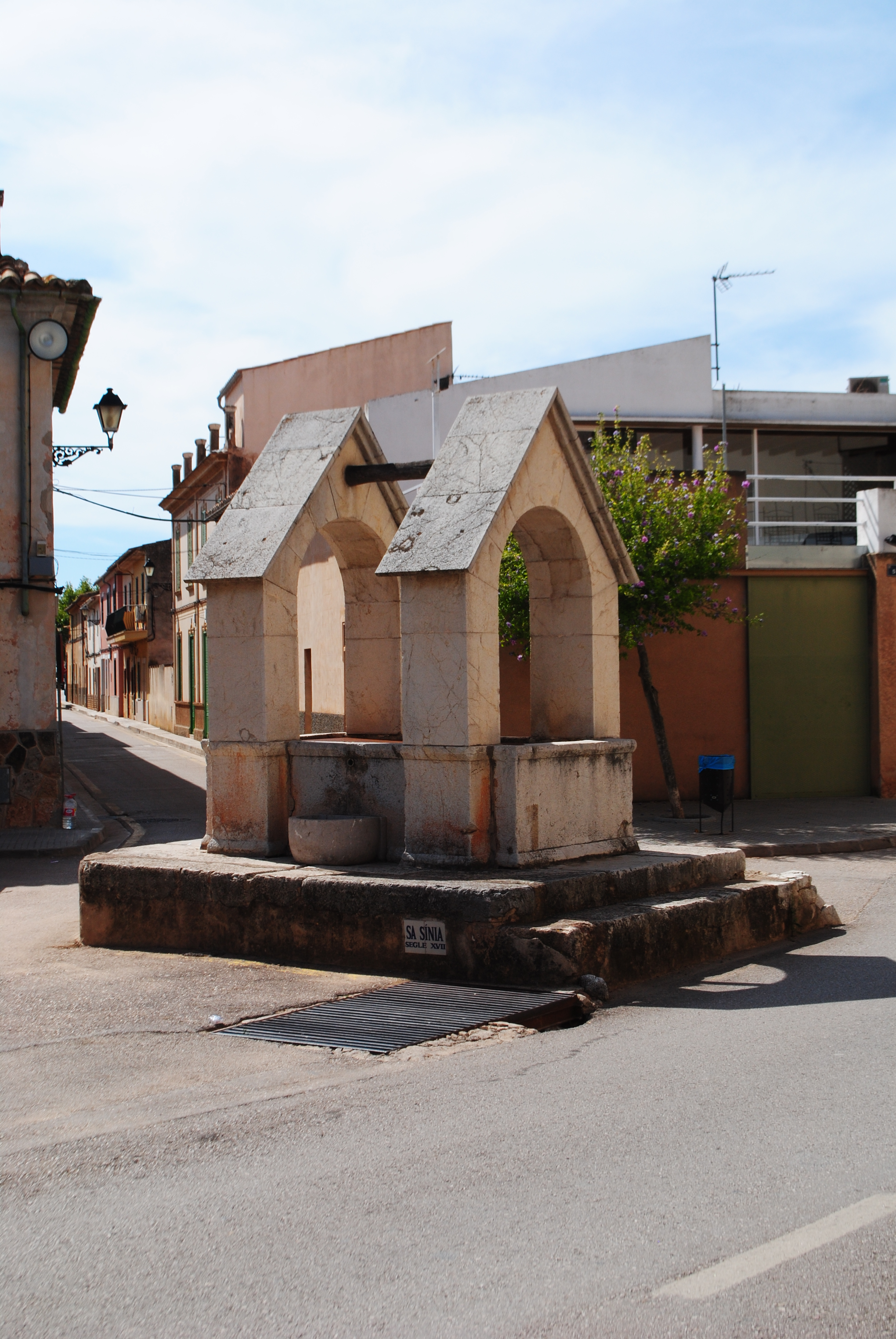
Sa Sínia, pou del restaurat.

Sa Sínia, pronunciat sa sini, o sa Sínia de Ca n'Andria, és un antic pou públic de Santa Maria del Camí situat als Hostals, a la confluència entre el Camí de Sóller i el Camí d'Inca, constituint una placeta de la qual el coll del pou n'és l'element central. Dels dos pous comuns que romanen a Santa Maria (Sa Sínia i el pou de Can Cerdó) és el que ha generat més documentació que s'allarga des del s. XVII fins a 1992.

## Primers esments
El 1643 s'esmenta una propietat que confronta amb camí de Inca, amb camí de Sóller y amb plassa de la sínia y pou que està prop del hostal de Santa Maria. Una altra notícia de 1660 diu que un comprador de terres d'allà prop té l'obligació de donar pas a un veïnat per anar a cercar aigua de la sínia comuna. El 1669 Esteve Conrado adquirí una casa (actual Can Burballa o restaurant Sa Sini) amb hort i més tard sis quarterades de vinya (Ca n'Andria).

## El nou coll de sa Sínia
L'any 1670 hi havia molta sequedat a tota l'illa per manca de pluges. El pou de la Sínia era un dels pocs llocs on la gent es podia proveir d'aigua. Per això el consell de la vila acordà enfondir el pou i posar-hi un nou coll, quadrat, amb unes arcades a les quals s'hi poguessin posar uns corrons que fessin més avinent treure aigua. La pedra viva va ser treballada per mestre Xorba de Binissalem. L'obra del coll es va pagar l'any 1673. L'any 1674 es varen fer les arcades col·locades als cantons del coll i s'hi posaren els corrons

## Sa sínia, pou públic de Santa Maria
La importància del pou era molt grossa a l'hora de fer front a les grans sequeres estiuenques. Per això els jurats de la vila posaven molt d'esment en la seva cura. El 1680 es va escurar el fons del pou. El 1759 en Macià Mesquida i un manobre adobaren el coll. Des de mitjan s. XVIII l'aigua de la Síquia de Coanegra arribava al poble i amb ella s'omplien pous i cisternes, però els anys de sequera la síquia restava eixuta i l'única opció era el pou de sa Sínia. L'any 1850 el pou ja tenia 108 pams de fondària.

## La primera modernització
El 1893 l'ajuntament acordà una bomba d'impulsió, amb una roda amb maneta. El 1897 s'acordà que les aigües pluvials, que s'embassaven als Hostals, es fessin anar a sa Sínia. Aquestes aigües fangoses malmeteren l'aigua del pou comú i la gent deixà de beure'n. Sols s'emprava per abeurar els animals. Aquesta situació dugué a què el 1905 es realitzàs una nova escurada del fons per treure el fang. L'aparició dels primers automòbils generà un nou problema: al seu pas pels carrers polsosos del poble aixecaven un nigul de pols. La forma d'evitar-ho era treure aigua de sa Sínia i un home amb un carro estirat per una bístia regava els carrers.

## Les sequeres de 1912-1913
El 1912 i 1913 gairebé no plogué. La gent acabà l'aigua de les cisternes. S'havia d'anar a cercar aigua a sa Sínia. Hi acudien carros de Consell, Pòrtol i sa Cabaneta. Fins i tot hi hagué bregues degut a la lentitud d'omplir els bocois d'aigua. A l'estiu de 1913 va fer una gran ploguda i es va resoldre el problema.

## La segona modernització
El 1932 s'acordà instal·lar-hi una bomba de pistó. L'aparell es va comprar a la casa Buades de Palma. El comptador elèctric era de la casa Siemens. Per carregar amb carro es va col·locar un depòsit sobre les arcades, el que va destruir el conjunt del monument. Tanmateix el consum de l'aigua de sa Sínia va minvar degut a la disponibilitat de l'aigua de Coanegra i la millora progressiva de la xarxa municipal.

## La restauració
L'any 1992, essent batle Mateu Morro i Marcé, l'ajuntament va emprendre la restauració de sa Sínia. El treball de pedra el varen dur a terme mestres de Binissalem treballant pel Consell de Mallorca a través del Fodesma. La pedra emprada va ser de la mateixa pedrera que l'original. Va col·laborar-hi el fuster de Santa Maria Gabriel Canyelles i Crespí.

## Descripció
Es tracta d'un pou, avui tapat externament, paredat amb pedres de grans dimensions i d'uns 108 pams de fondària. Exteriorment presenta una mota de 4,2 x 3,6 metres amb una alçada de 60 cm., formada per peces de pedra viva i escalons a un costat. Damunt la mota hi ha un coll rectangular de 80 cm d'altura, format també per grans peces de pedra. Sobre el coll hi ha dues arcades acabades en punta que interiorment presenten un arc de mig punt, aguantats sobre quatre pilars de pedra. Té un corró de fusta i una pica semicircular a un lateral.